# Березняки (Северо-Казахстанская область)
Березняки (каз. Березняки) — упразднённое село в районе Магжана Жумабаева Северо-Казахстанской области Казахстана. Входило в состав Конюховского сельского округа. Исключено из учётных данных решением Северо-Казахстанского облисполкома в 1985 году.

## История
Основано в 1896 году. В 1928 году деревня Березняки состояла из 118 хозяйств, основное население — русские. Центр Березняковского сельсовета Исилькульского района Омского округа Сибирского края. В 1932 году Березняковский сельский совет был перечислен в состав Булаевского района Казахской АССР.